# (1496) Turku
(1496) Turku – planetoida z pasa głównego asteroid okrążająca Słońce w ciągu 3 lat i 102 dni w średniej odległości 2,21 au. Została odkryta 22 września 1938 roku w Obserwatorium Iso-Heikkilä w Turku przez Yrjö Väisälä. Nazwa planetoidy pochodzi od miasta Turku, gdzie mieszkał odkrywca. Przed nadaniem nazwy planetoida nosiła oznaczenie tymczasowe (1496) 1938 SA1.